# 栃木県道140号真岡停車場線

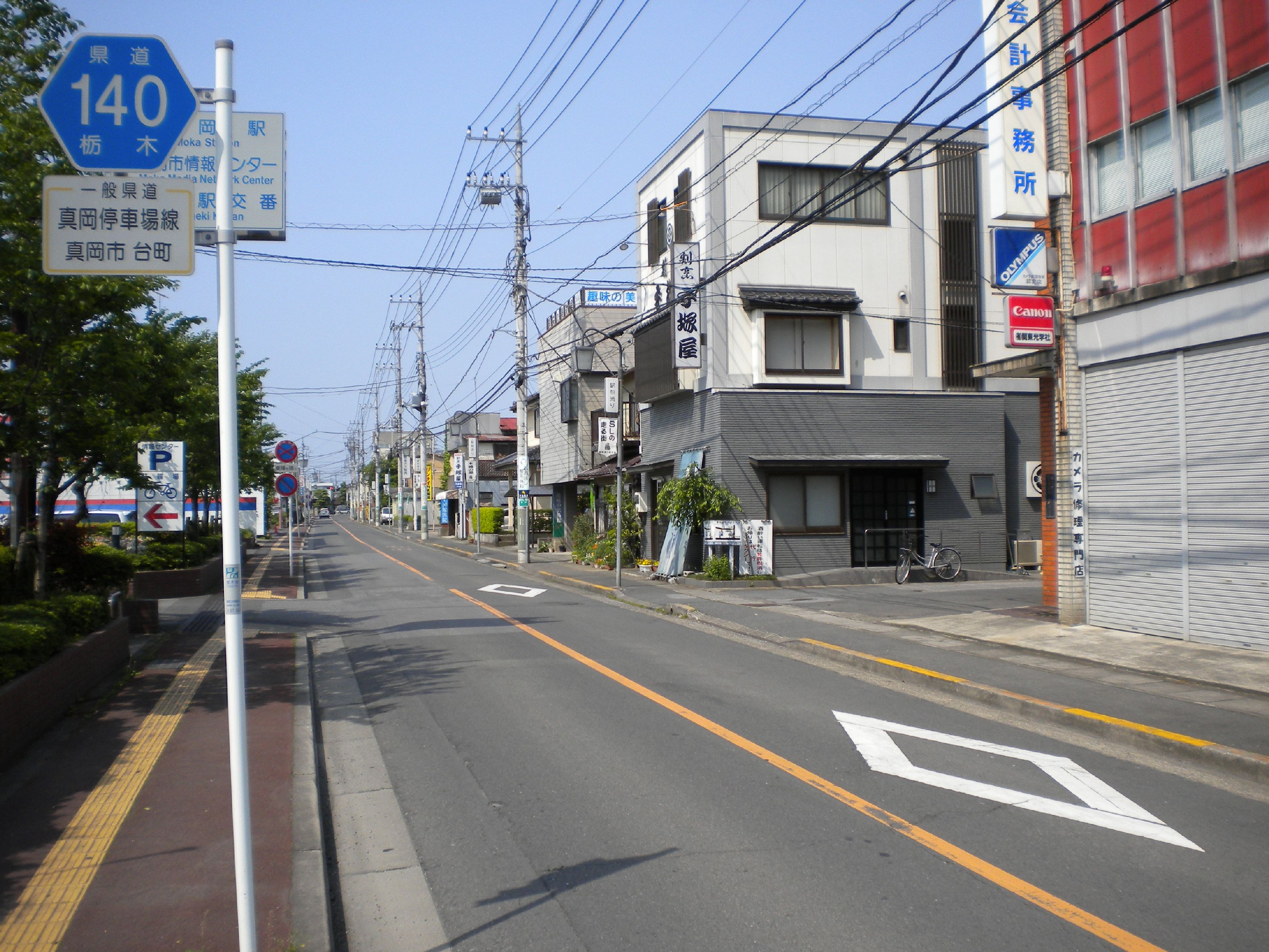
起点付近より終点方向を望む

栃木県道140号真岡停車場線（とちぎけんどう140ごう もおかていしゃじょうせん）は、栃木県真岡市に位置する一般県道である。

## 概要
真岡駅東口と、真岡市街地を東西に横切る真岡上三川線の間を結ぶ路線である。真岡駅前より北に伸びる真岡駅前通りを形成しており、沿線には昔からの商店が多くなっている。真岡市街地を経由する路線バスのうち、関東バス石橋駅-上三川-真岡車庫線の石橋駅方面行き、東野バス宇都宮-水橋-真岡線の宇都宮方面行きバスが本路線を経由する。

## 路線データ
- 総延長：0.322km
- 起点：栃木県真岡市台町（真岡停車場）
- 終点：栃木県真岡市台町（真岡駅入口交差点＝栃木県道47号真岡上三川線交点）
- 認定：1961年（昭和36年）4月1日

## 沿線施設
- 真岡鐵道真岡線 真岡駅
- 真岡市情報センター（真岡駅に併設）